# Plagiognathus paddocki
Plagiognathus paddocki är en insektsart som beskrevs av Knight 1964. Plagiognathus paddocki ingår i släktet Plagiognathus och familjen ängsskinnbaggar. Inga underarter finns listade i Catalogue of Life.